# Les Planes (la Pobla de Claramunt)
Les Planes és una muntanya de 548 metres que es troba al municipi de La Pobla de Claramunt, a la comarca de l'Anoia. També es coneix amb el nom dels mollons, o Tres Mollons. Al costat del cim hi passa una línia d'alta tensió.
Darrere de la muntanya dels mollons hi ha una cova sepulcral d'enterrament col·lectiu, de l'edat del bronze.